# Eric García (zapaśnik)
Eric García – kubański zapaśnik w stylu klasycznym. Brązowy medal na mistrzostwach panamerykańskich w 2007. Piąty na igrzyskach panamerykańskich w 2007 roku.